# Clébio Guillon Sória
Clébio Guillon Sória, (Bagé, 7 de outubro de 1934 — Porto Alegre, 27 de junho de 1989) foi um artista plástico - dedicado principalmente à pintura mural - e professor de desenho e de artes plásticas brasileiro.

## Biografia
Muito cedo começou a demonstrar sua paixão e habilidade com o desenho, utilizando carvão para reproduzir a vista que tinha do quintal de sua casa. Disse ele, certa feita: “Desde criança que tenho esta coisa de fazer arte, essa necessidade de expressão. No dia em que consegui leva-la a sério, foi uma espécie de realização”. Estimulado por seu pai, com 15 anos de idade muda-se para Santana do Livramento, RS, para estudar e, em 1954 conclui o Curso de Auxiliar de Escritório no Instituto Livramento, colégio da Igreja Episcopal Anglicana do Brasil naquela cidade. 
No ano de 1957, dá seu primeiro passo rumo ao mundo artístico ao ingressar no curso de Artes Plásticas no Instituto de Belas Artes (IBA) do Rio Grande do Sul (que em 1962 foi incorporado à Universidade Federal do Rio Grande do Sul – UFRGS). Logo depois, em 1959, casou-se com Enilsa de Mello Sória, em Santana do Livramento. Nesse mesmo ano recebeu na capital Porto Alegre menção honrosa em desenho no Salão da Associação de Artes Plásticas Francisco Lisbôa. Em 1960, nasceu Magaly, filha única do casal.
Também em 1960, participou da criação do Atelier Livre da Prefeitura Municipal de Porto Alegre e realizou sua primeira exposição individual no Restaurante Universitário da UFRGS, bem como executou o painel no ex-Restaurante Universitário da mesma UFRGS, em Porto Alegre.
Em 1961, expôs sua série sacra na 1ª Feira Popular de Artes Plásticas de Porto Alegre e recebeu o Prêmio de Pintura (Divisão de Cultura). No ano seguinte recebeu Medalha de Bronze e Prêmio Aquisição do Banco Francês Brasileiro por expor obras no IX Salão de Artes Plásticas do Rio Grande do Sul, organizado pelo IBA.
Em 1965, concluiu o Curso Superior de Artes Plásticas do Instituto de Artes da Universidade Federal do Rio Grande do Sul (IA-UFRGS), tendo como mestres, entre outros, Alice Soares, Fernando Corona, Ado Malagoli, Ernani Dias Correa e Aldo Locatelli; concluiu o mural da faculdade de Medicina da UFGRS e realizou exposição individual na Galeria Leopoldina, em Porto Alegre. 
Em 1966, venceu o concurso para a execução do mural da nova Companhia Rio-grandense de Telecomunicações, cujo prédio está localizado no centro de Porto Alegre, e nesse mesmo ano começou a lecionar como professor da disciplina de desenho da Faculdade de Belas Artes da Universidade Federal de Santa Maria (UFSM).
A partir de 1972 começou a lecionar como professor na Universidade do Vale dos Sinos (UNISINOS), em São Leopoldo. No ano de 1976 participou do “Encontro de Bagé”, organizado pela Secretaria de Turismo daquela cidade, executou os painéis murais “Temas Rio-grandenses” no BADESUL e executou os painéis “Transporte dos Lanchões, uma alegoria da Guerra dos Farrapos” e “O Gaúcho”, ambos no Banrisul, em Porto Alegre.
Em 1977 executou o mural “Santa Ceia” na UNISINOS, em São Leopoldo, e em 1979 começou a lecionar como instrutor de desenho no Atelier Livre de Porto Alegre e executou o painel “Jesuíta e Bandeirante” na UNISINOS, em São Leopoldo. 
Em 1982 executou o painel “Carreta” na UNISINOS, em São Leopoldo, e em 1986 executou o extenso mural da Estação Central do TRENSURB, em Porto Alegre (com área de 450 m², dividido em 17 painéis).
Entre 1966 e 1984 realizou várias exposições individuais e em diversas cidades, sendo a maioria na capital Porto Alegre.

## Morte
No dia 27 de junho de 1989, morreu aos 54 anos de idade, por enfermidade. Clébio foi membro de numerosa família, sendo seu irmão mais velho Agostinho Guillon Sória, Bispo da Igreja Episcopal Anglicana do Brasil.

## Obras

Clébio Guillon Sória pintando o projeto de um mural.

A produção artística de Clébio Guillon Sória é extensa e reflete influências geográficas, regionais, geológicas, climáticas, religiosas, sociais e históricas por ele percebidas ao longo de sua trajetória de vida. Em razão disso, segundo Círio Simon, existem “múltiplos Clébios”, ou seja, ”(...) Clébio Sória evitava transformar-se num tipo fixo, único e pronto para ser reproduzido na linha de montagem industrial e, depois, ser descartado como obsoleto. Ele reage e aproxima-se da solução poética dos diversos heterônomos de Fernando Pessoa (...).”.
Por essa via é possível categorizar a obra de Clébio Sória em quatro temas prevalentes, com sua arte mural tranversalizando a eles: regionalista, circence, arte sacra e o nu feminino. 
Realizou obras de tamanhos diversos, incluindo os murais, notadamente caracterizados por perspectivas e planos focados em diferentes pontos de vista. 
Magda Lina Teixeira Martins observa que em cada quadro é possível captar o artista em seus detalhes, planos, expressões, estruturas, sempre obstinado com minúcias que enriquecem cada tema. Muitas das obras estão em acervos privados, o que inclui também litografias, serigrafias e xilogravuras, mas a maioria de seus murais se encontra a vista do público, embora alguns desses tenham se perdido ou estejam inacessíveis.
- Temas regionalistas

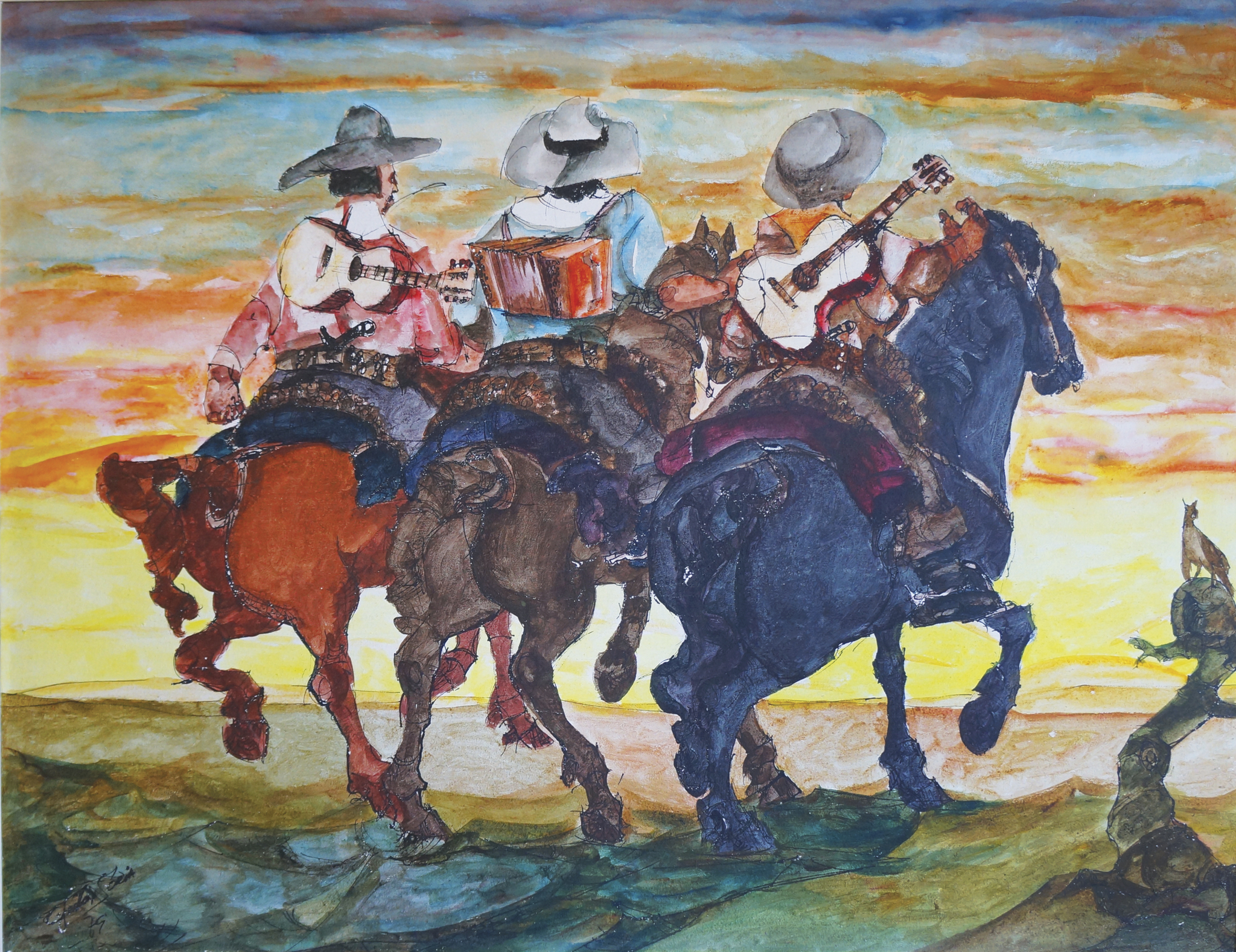
Clébio Guillon Sória. Temas regionalistas: sem título, 1989; tinta acrílica sobre tela, 33 x 41 cm. Coleção Magaly Sória Buss, Porto Alegre, RS.

Clébio Sória procurou em várias de suas obras a representação de formas e emoções da vida rural, segundo avalia Magda Lina. Conhecer suas obras é como ver a história riograndense representada pelo imaginário do artista. Juntamente com um grupo de artistas regionalistas e mais o “Grupo de Bagé” ele buscou criar imagens do imaginário gaúcho: suas lendas e suas histórias.
Clébio desenvolveu seu trabalho artístico baseado na sua própria história, no seu tempo de vida no interior, quando era comum ver carretas, cavalos, lutas dos homens, representados por uma perspectiva própria. Suas próprias palavras resumem tal percepção: “Nasci e me criei em Bagé, no tempo em que ainda havia carreta de bois, quando se viam gaúchos a caráter nas ruas da cidade”.
São bastante representativos dessa temática, entre outros, os painéis murais: “O Gaúcho” e “Transporte dos Lanchões, uma alegoria da Guerra dos Farrapos” (Acervo Banrisul, 1976), “Jesuítas e Bandeirantes” (UNISINOS, 1979) e “História e o Folclore do Rio Grande do Sul” (TRENSURB, 1986).
- Temas circenses

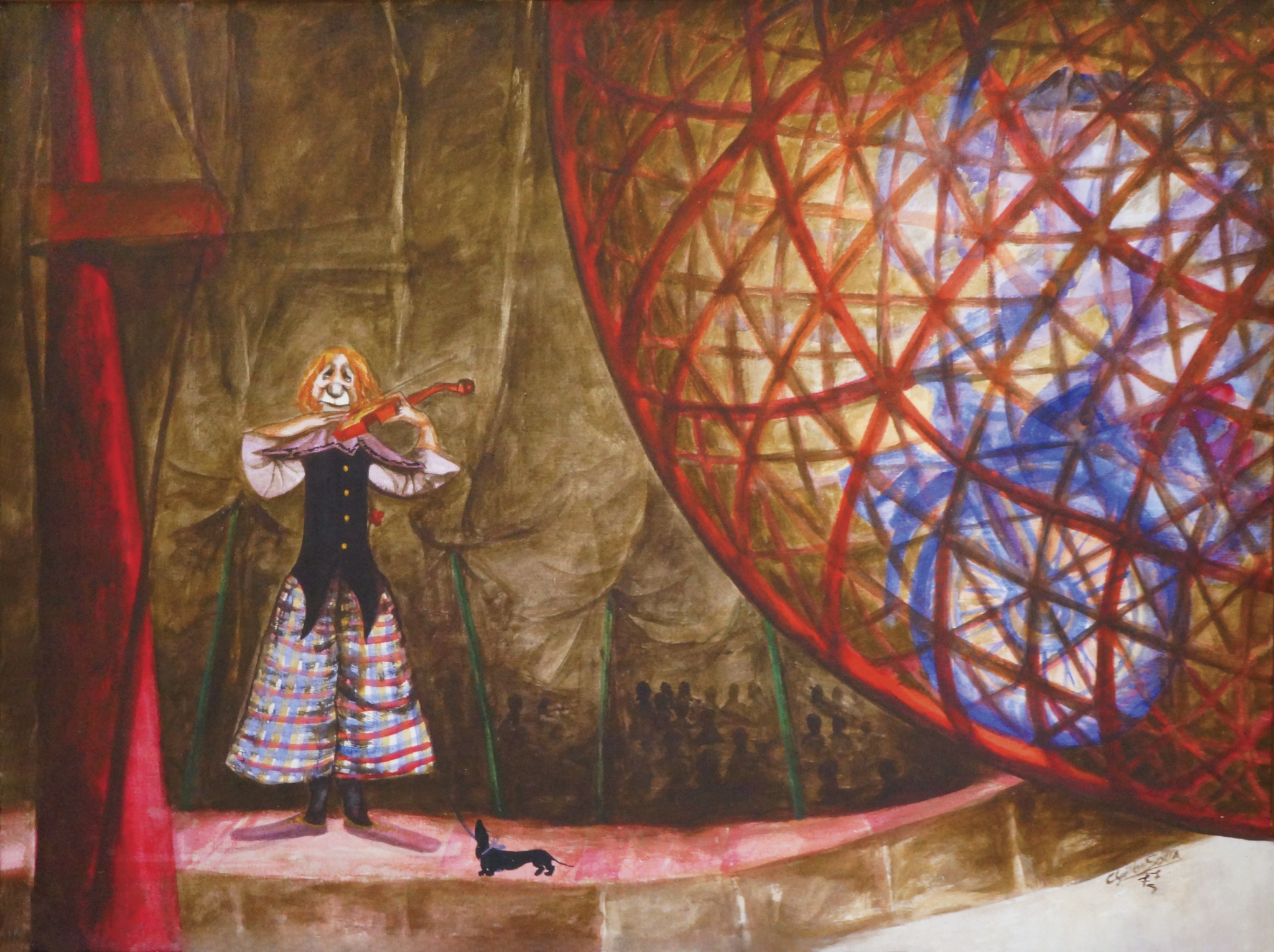
Clébio Guillon Sória. Temas circenses: sem título, 1977; tinta acrílica sobre tela, 94 x 109 cm. Coleção Magaly Sória Buss, Porto Alegre, RS.

Em 1974, Clébio deu início à sua série circence e justifica: “(...) sempre me senti atraído pelo fantástico universo de cores e de tipos que representam o circo. O tema é inesgotável e universal. O circo fala do homem e dos sonhos (...).”. Segundo ele, esse ímpeto temático provém novamente de sua infância e do regionalismo a ela fortemente arraigado.
No ano seguinte realiza exposição individual no MARGS, em Porto Alegre, com ênfase para o tema circence, oportunidade em que utilizou nos quadros muitas cores para mostrar vitalidade e luz. 
Anota com propriedade Magda Lina: “(...) Nos seus trabalhos com o circo (...) mostrava novamente a velocidade, o instante, um momento único e sob perspectivas diferenciadas e únicas. O artista fala não somente do tema, mas com cores, sua luminosidade, constrastes, textura, e interage com nuances em iamgens figurativas (...)”.
- Arte sacra

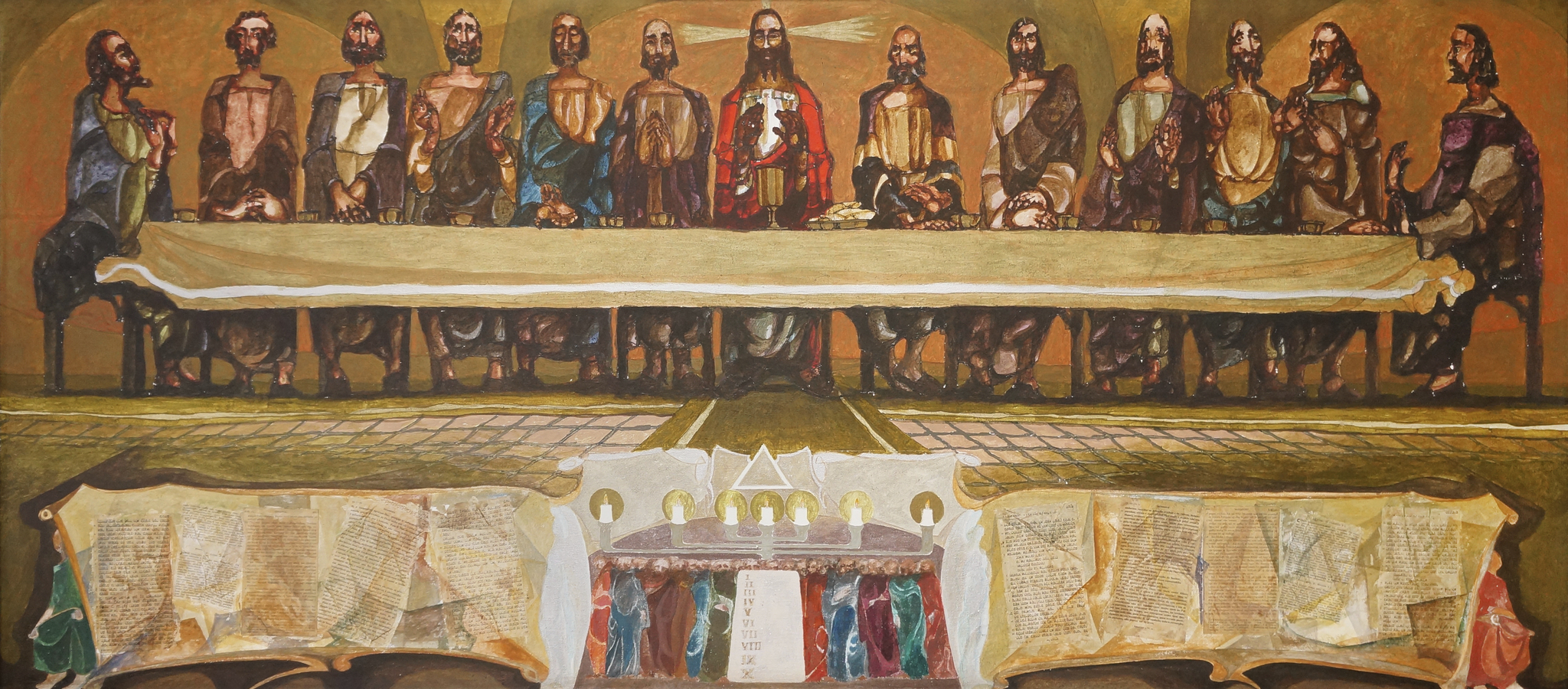
Clébio Guillon Sória. Arte sacra: Santa Ceia, sem data; tinta acrílica sobre tela, 77,5 x 177 cm. Coleção Magaly Sória Buss, Porto Alegre, RS.

Clébio recebeu influências religiosas em parte devido ao contato que manteve com a cultura religiosa presente na Igreja Episcopal Anglicana do Brasil, principalmente em seus anos de estudos na juventude. Demonstra Clébio, pelas pinturas e desenhos que produziu nessa fase, seu amor a Deus e dedicação ao estudo bíblico. 
Assim, no polo oposto da alegria circense estão os temas sacros que Clébio pintou, de acordo “(...) com cores escuras e sóbrias da religiosidade (...)”. Exemplo bastante representativo dessa fase artística de Clébio é o afresco “Santa Ceia”, pintado em 1977, pertecente ao Acervo da UNISINO, em São Leopoldo.
- Nu feminino

Círio Simon assevera que muitas culturas consideram o nu como tabu, mas no universo de Clébio Sória o nu está presente. O professor Fernando Corona fez uma apreciação escrita da obra de Clébio, percebendo nela o triunfo da obsessão do discípulo quando registrou que: "(...) Pode e tem o direito de imaginar formas de mulher em estado de graça, pode usar o curvilíneo como força de expressão, pode buscar na mulher os encantos que embriagam qualquer homem e nada melhor que a pintura para expressá-lo (...).”.
Aponta Magna Lina que, “(...) Na sua fase dos nus femininos, como Clébio era, antes de todas as demais técnicas, um desenhista exemplar, seus colegas contam que realizava o desenho direto com tubo de tinta e poucas pinceladas, onde sempre imprimia suas características de ritmo e velocidade gestualmente (...).”.
- Arte mural

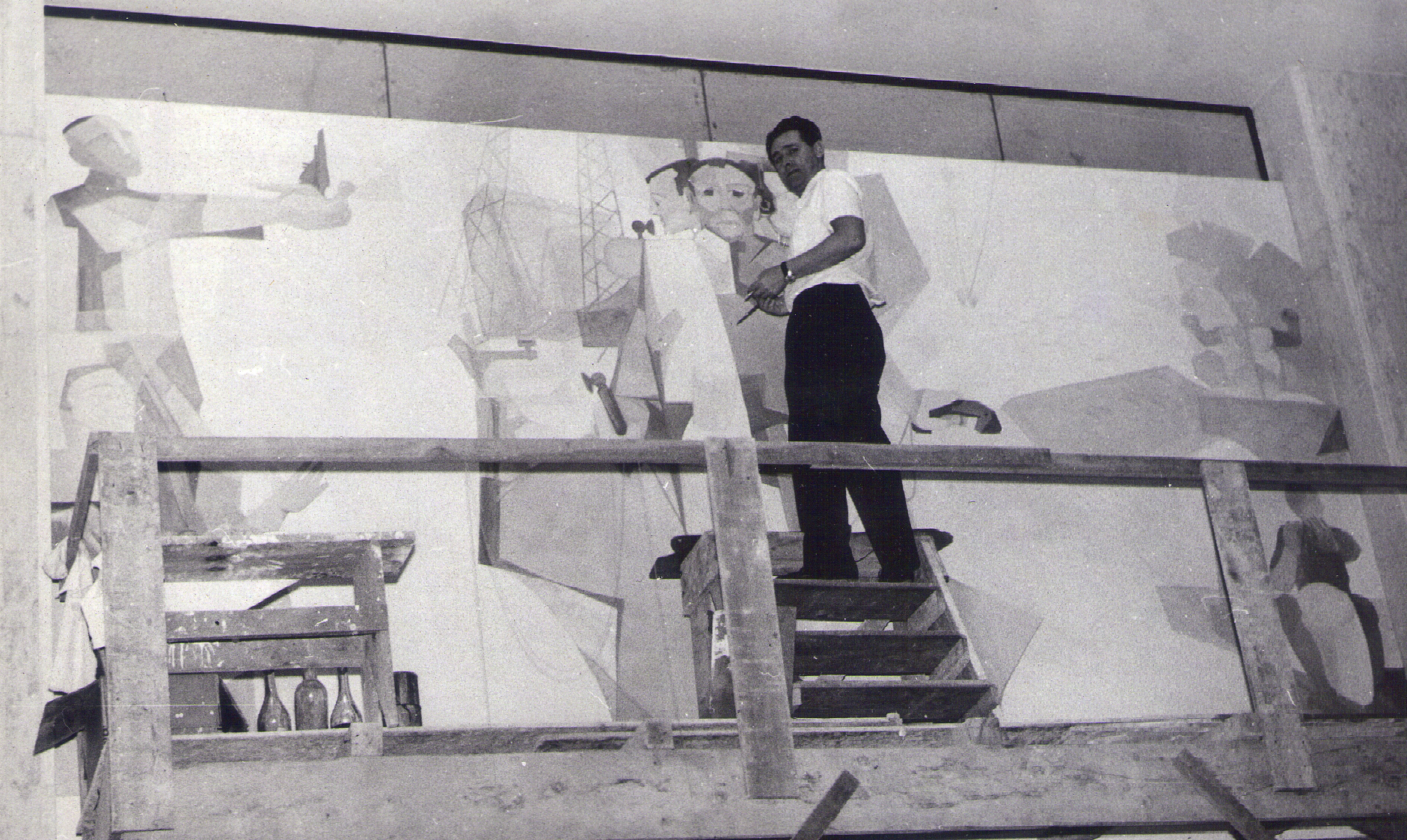
Clébio Guillon Sória pintando o mural da CRT, 1966, Porto Alegre, RS. Obs.: esse mural atualmente se encontra inacessível

Na execução de murais, arte na qual Clébio Sória foi um dos raros brasileiros a ela dedicado, possivelmente teve como uma de suas referências o exemplo do México, país onde o mural é tido como “(...) um dos caminhos mais fáceis de levar a arte ao povo (...)”. Clébio fez parte de um grupo apoiado pelo Banco Nacional, que pretendia levar a arte às ruas, para que mais pessoas, principalmente as que não frequentavam espaços culturais, tivessem a oportunidade de ter contato e conhecer a Arte Visual. 
Círio Simon considera que Clébio ficava fascinado com as qualidades próprias do mural, sua monumentalidade, a exaltação dos temas, e os espaços imensos que ali encontrava. Sobre isso declarou Clébio: “(...) A técnica da pintura de um mural difere profundamente da pintura de cavalete. O mural é, antes de tudo, uma forma aberta: é o sentido do monumental. Nele não existem limites de espaço. A exaltação de um tema sempre pede horizontes, espaços que a gente encontra no mural. No mural pintamos ‘de dentro para fora’, isto é, em torno de um pretexto básico a obra evolui livremente. Já numa tela as limitações de espaço restringem a liberdade, limitam, de certa forma, a exaltação.”.
Além dos murais acima citados, de igual modo merecem destaque os murais “Medicina” (Antigo Centro Acadêmico Sarmento Leite da Faculdade de Medicina da UFRGS, Porto Alegre, 1965), “Murais I, II e III” e afresco “sem título” (Acervo do Conselho Regional de Corretores de Imóveis do Rio Grande do Sul – CRECI-RS, Porto Alegre, 1981; antiga sede do CREA-RS), “Gaúcho nos Pampas” (Acervo da UNISINOS, São Leopoldo, 1982).

## Docência
Segundo registro obtido por Círio Simon, após a sua formação superior, o saber erudito adquirido por Clébio Sória foi colocado à prova em diversos cursos superiores onde foi lecionar. Clébio esteve nos primórdios dos cursos superiores em várias instituições. 
No retorno para o ambiente universitário como docente formal participou da origem do curso superior de Arquitetura da Unisinos, em São Leopoldo- RS, e no Centro de Artes e Letras (CAL), da Universidade Federal da Santa Maria-RS. Este retorno permitiu-lhe o complemento com os estudantes no caminho da profissionalização. O período dessa aprendizagem e obra didática mais significativa situa-se entre os anos de 1964 e 1986.
No início do Atelier Livre da Prefeitura de Porto Alegre, na década de 60, Clébio Sória não só participou da montagem e do quadro de orientadores daquela instituição, juntamente com Danúbio Gonçalves, como muitos anos depois, precisamente em 1979, se tornou seu instrutor de desenho.

## Homenagens retrospectivas
Foram as seguintes as principais homenagens recebidas por Clébio Guillon Sória após seu passamento:
- Exposições

No Museu de Arte do Rio Grande do Sul – MARGS e no Restaurante Universitário da UFRGS (ambas em 1990) e na Galeria de Arte Mosaico (1991), todas em Porto Alegre, RS.
- Nome em logradouros

1. Criação da Rua Clébio Guillon Sória, no Bairro Passos das Pedras em Bagé, RS (1992).
2. Criação da Sala de Exposição Cultural Clébio Guillon Sória no Centro Tecnológico da Universidade do Vale dos Sinos – UNISINOS, São Leopoldo, RS (1992).
3. Inauguração da Avenida Cultural Clébio Sória, espaço cultural situado no saguão de entrada do Palácio Aloísio Filho, sede da Câmara Municipal de Porto Alegre, com mostra cultural em 07/10/1993, Porto Alegre, RS.
- Livro biográfico

Livro Clébio Sória - Num Galope Incessante lançado na exposição de arte de Clébio Guillon Sória em 10/06/2014 no Centro Cultural CEEE Érico Veríssimo, em Porto Alegre, RS.
Financiamento: Fundo Municipal de Apoio a Produção Artística e Cultural de Porto Alegre – FUMPROART, Selo Centenário de Lupicínio Rodrigues e Prefeitura Municipal de Porto Alegre.